# 王烏
王乌（?—?），西汉北地郡（今甘肃省庆阳市西北）人。
王乌的家乡临近边境，熟习匈奴习俗。汉武帝元鼎年间，奉命出使匈奴，他以匈奴礼俗拜见单于。乌维单于高兴，假称愿意以太子为人质派到汉朝，以求和亲。王乌返报，单于自食其言。汉朝又派他出使匈奴，单于想要多得汉朝财物，又诳骗他说自己愿亲见汉武帝。王乌回报，汉朝在长安为单于专修邸舍，单于也没有来，只是派一个贵族出使长安。不久，这个贵族在长安去世，汉朝派遣使者将他的灵柩送回匈奴。匈奴人以为汉朝杀死了使者，于是拘捕汉使路充國，发兵侵掠汉朝边郡。